# Огузсайская впадина
Огузсайская впадина — естественное понижение на юге Казахстана. Используется для сброса паводковых вод реки Сырдарьи. Для направления потока воды в Огузсай были построены две дамбы. Первая дамба длиной 200 метров, высотой 1 метр и шириной 3 метра. Вторая дамба длиной около 2,5 километра, высотой 1 метр и шириной 4 метра была возведена с юго-восточной стороны села Маякум. Наполнение понижения происходит через участок автомобильной дороги Маякум — Балтаколь.
Понижение позволяет аккумулировать 300—400 млн м3 воды, но при строительстве водохранилища этот объём может быть увеличен вдвое. В 2012 году обсуждался вариант строительства регулятора на Огузсае. Согласно поручению правительства решение о его строительстве будет принимать комитет по водным ресурсам.